# Gothique angevin

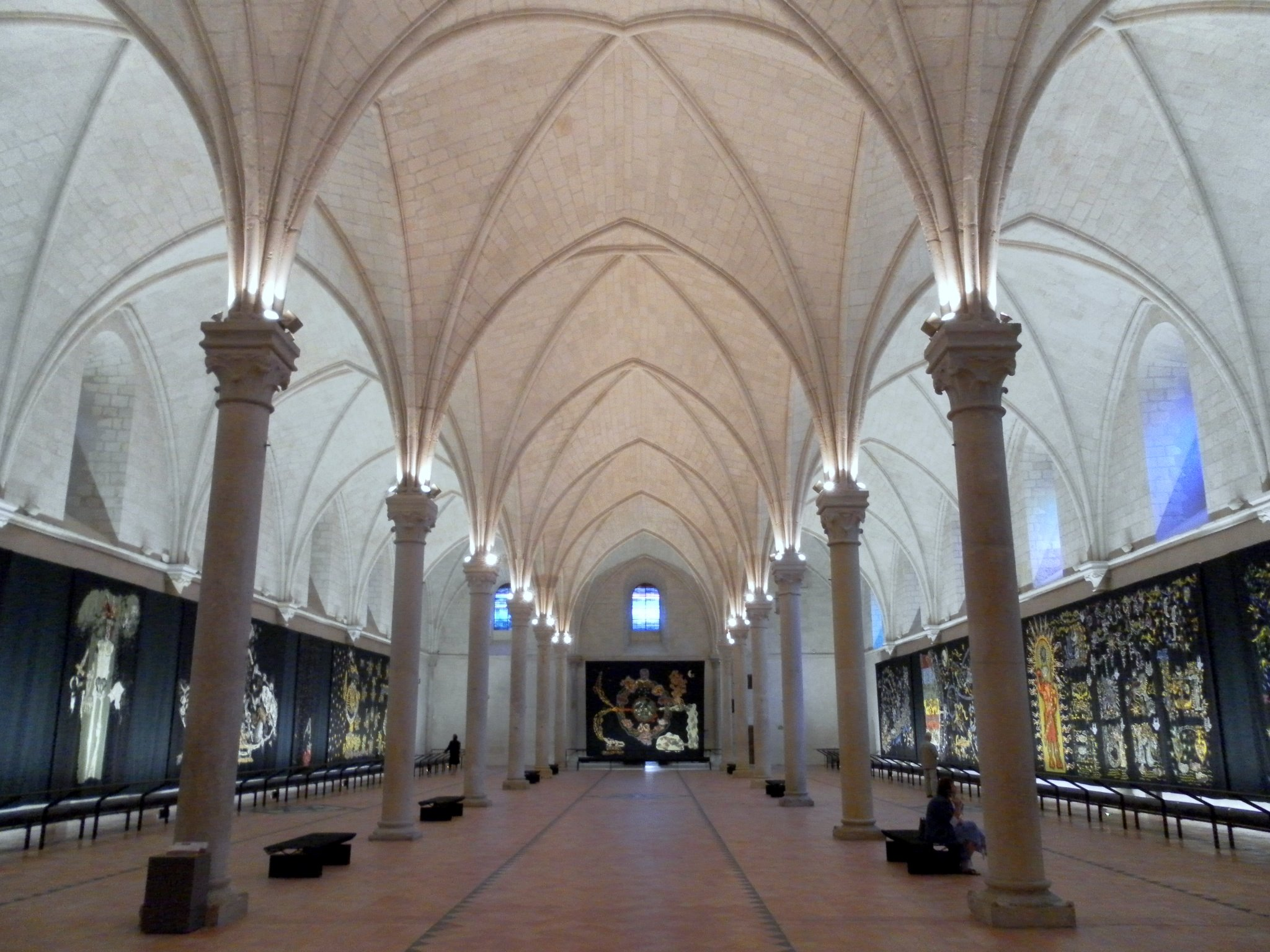
Voûtes gothiques angevines de l'hôpital Saint-Jean d'Angers (actuel musée Jean-Lurçat)

Le gothique Plantagenêt ou gothique angevin, ou encore gothique de l'Ouest, est une variante de l’architecture gothique classique. Il tient son nom de la maison Plantagenêt. Le style est caractérisé par des voûtes avec un profil très bombé. Il s’est répandu dans l'ouest de la France : en Anjou, en Touraine, en Limousin, en Poitou, en Gascogne, dans le Maine et Bretagne.

## Caractéristiques
Le gothique angevin se distingue par des façades différentes de celles d’Île-de-France, qui comportent trois portails. Le chevet ne comporte pas non plus systématiquement d'arcs-boutants (comme la cathédrale Saint-Pierre de Poitiers, dont le chevet est un simple mur vertical).

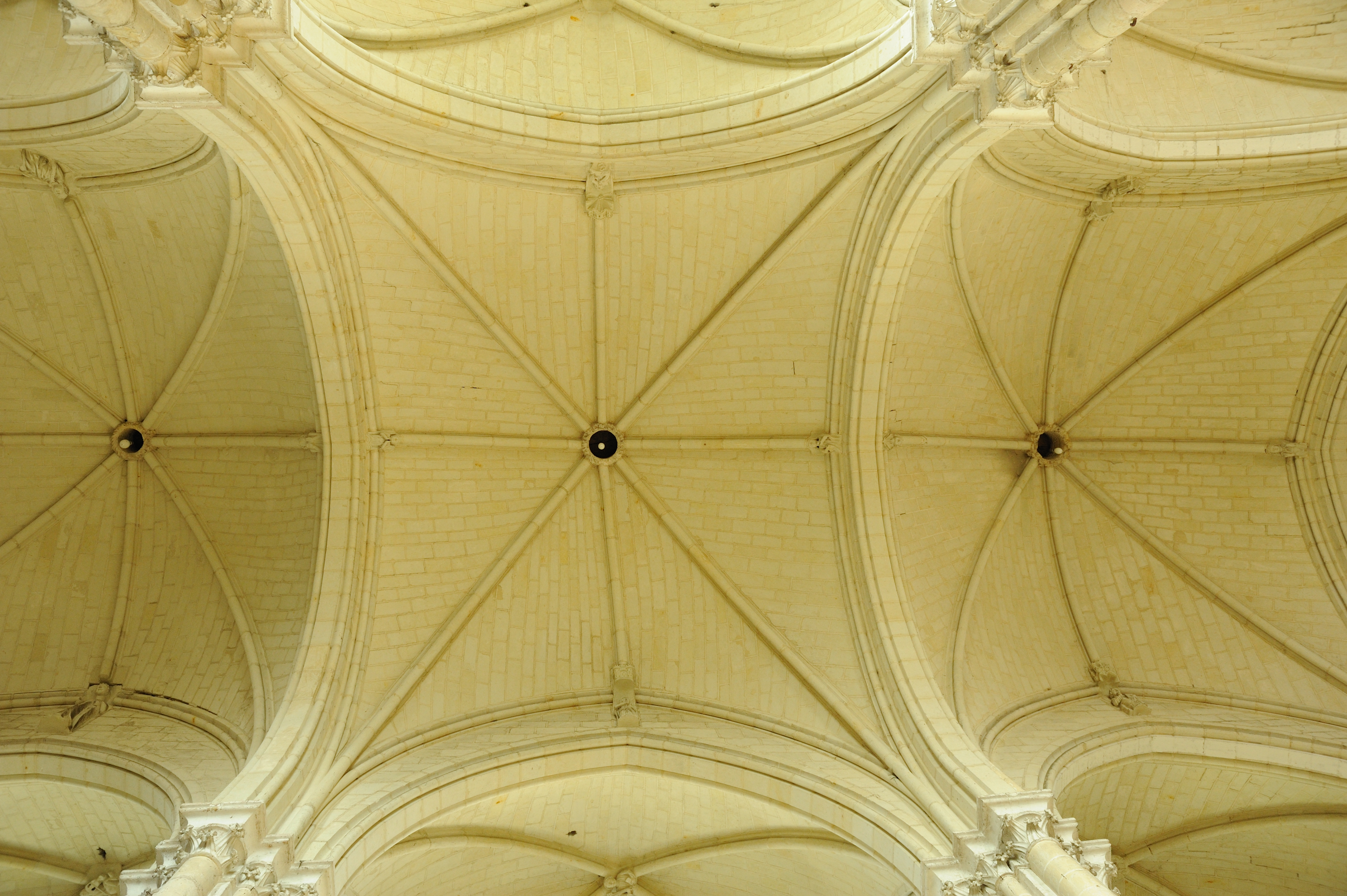
Croisée d'ogive gothique angevine de la collégiale Notre-Dame du Puy-Notre-Dame

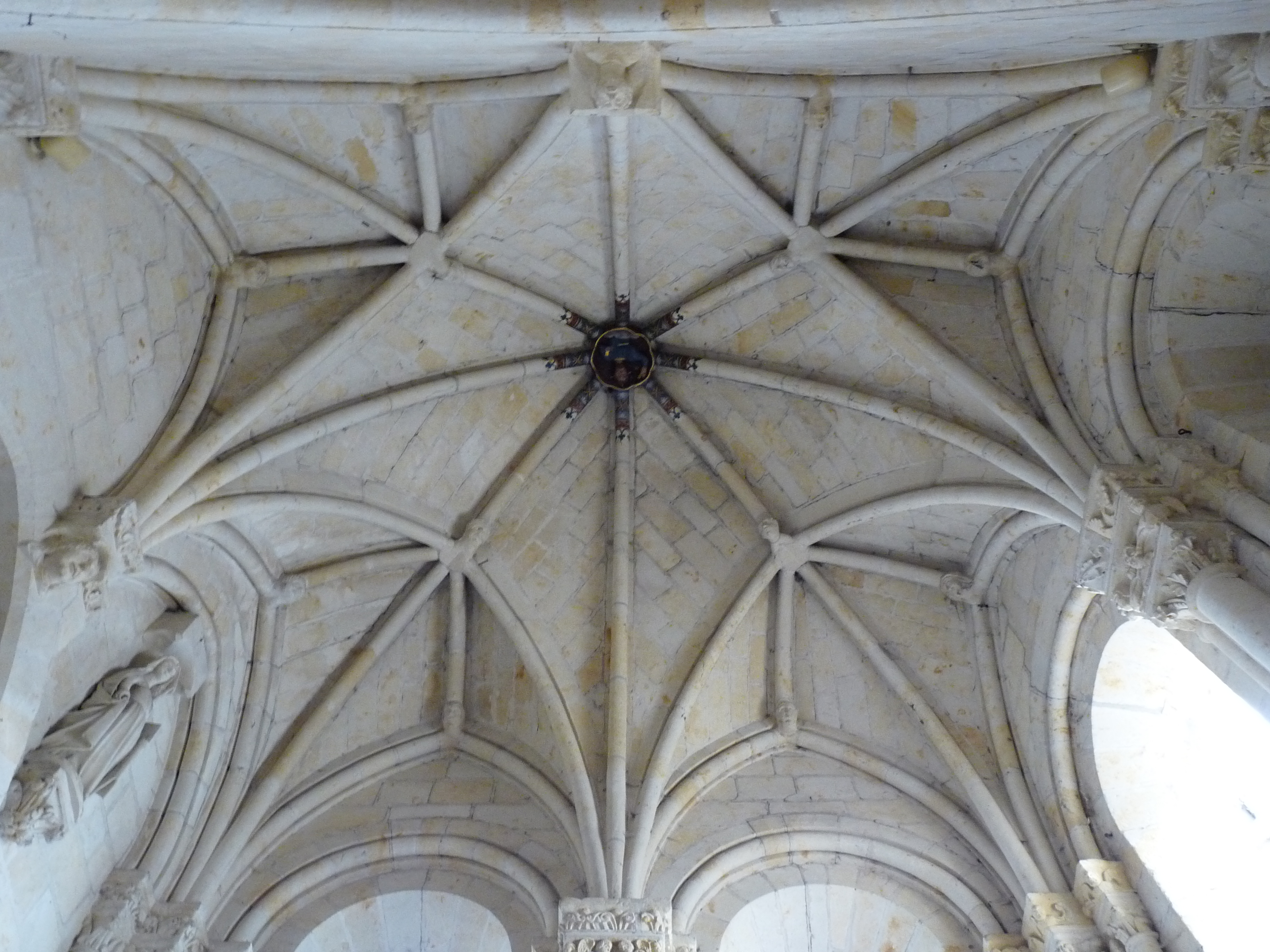
Voûte à nervures multiples de la chapelle Notre-Dame de l'église Saint-Rémy de Saint-Rémy-la-Varenne

Mais ce sont surtout les voûtes qui caractérisent le gothique angevin : la voûte angevine présente un profil très bombé (clef de voûte sensiblement plus haute que les doubleaux et les formerets), alors que la voûte francilienne est plus plate (clef de voûte au même niveau que les doubleaux et les formerets).
Ces voûtes gothiques fortement bombées souvent armées de 8 nervures toriques qui rayonnent autour d’une clef de voute ronde. Ce voûtement à nervures multiples concerne en Maine-et-Loire une quarantaine d’édifices, et en Indre-et-Loire une trentaine d'édifices.
Dans la nef de la cathédrale d'Angers, la clef de voûte est 3,50 mètres plus haute que la clef des doubleaux et les formerets.
Au XIIe siècle, des nervures plus nombreuses et plus gracieuses retombent sur le haut des colonnes rondes. Comme à l'abbaye Saint-Serge d'Angers.
Ce système typique du milieu du XIIe siècle est une combinaison d'influences du renouveau gothique (voûte d'ogives) et de l'architecture romane de l'ouest de la France (églises à files de coupoles comme la cathédrale Saint-Front de Périgueux ou la cathédrale Saint-Pierre d'Angoulême). Il se caractérise par une nef qui peut être à vaisseau unique (sans bas côtés) ou à trois vaisseaux, des croisées d'ogives très bombées qui poussent peu à dévers et qui ne nécessitent pas d'arcs-boutants.
À Poitiers, Aliénor d’Aquitaine fit construire dans le palais des ducs d’Aquitaine et comtes de Poitou, la magnifique salle du Roi ou salle des Pas-Perdus, à la fin du XIIe siècle.
Dans la région de ce style, quelques voûtes angevines sont construites jusqu'à la fin du Moyen Âge.

## Diffusion
Le gothique angevin ou Plantagenêt s’est répandu en Anjou, en Touraine, en Limousin, en Poitou, en Gascogne, dans le Maine et Bretagne.

### En France
Parmi les plus beaux exemples de voûtes angevines, voici quelques exemples tant à Angers qu'ailleurs.

#### Angers
- La cathédrale Saint-Maurice d'Angers,
- La collégiale Saint-Martin d'Angers[5],
- L'église de la Trinité d'Angers.
- L'ancien hôpital Saint-Jean d'Angers (actuel musée Jean-Lurçat),
- La chapelle du château d'Angers.

Exemples angevins
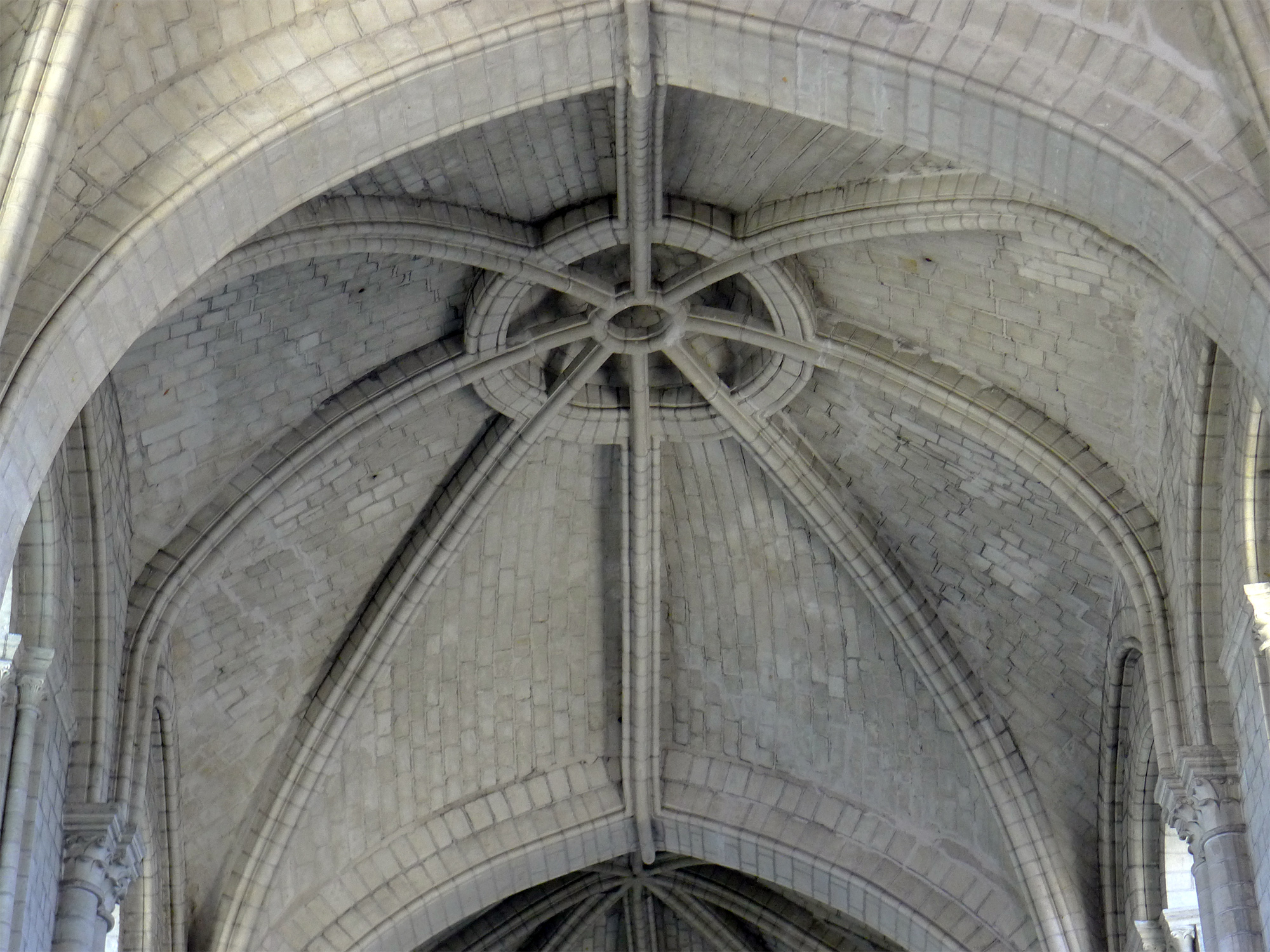
Église de la Trinité d'Angers, fin du XIIe siècle.
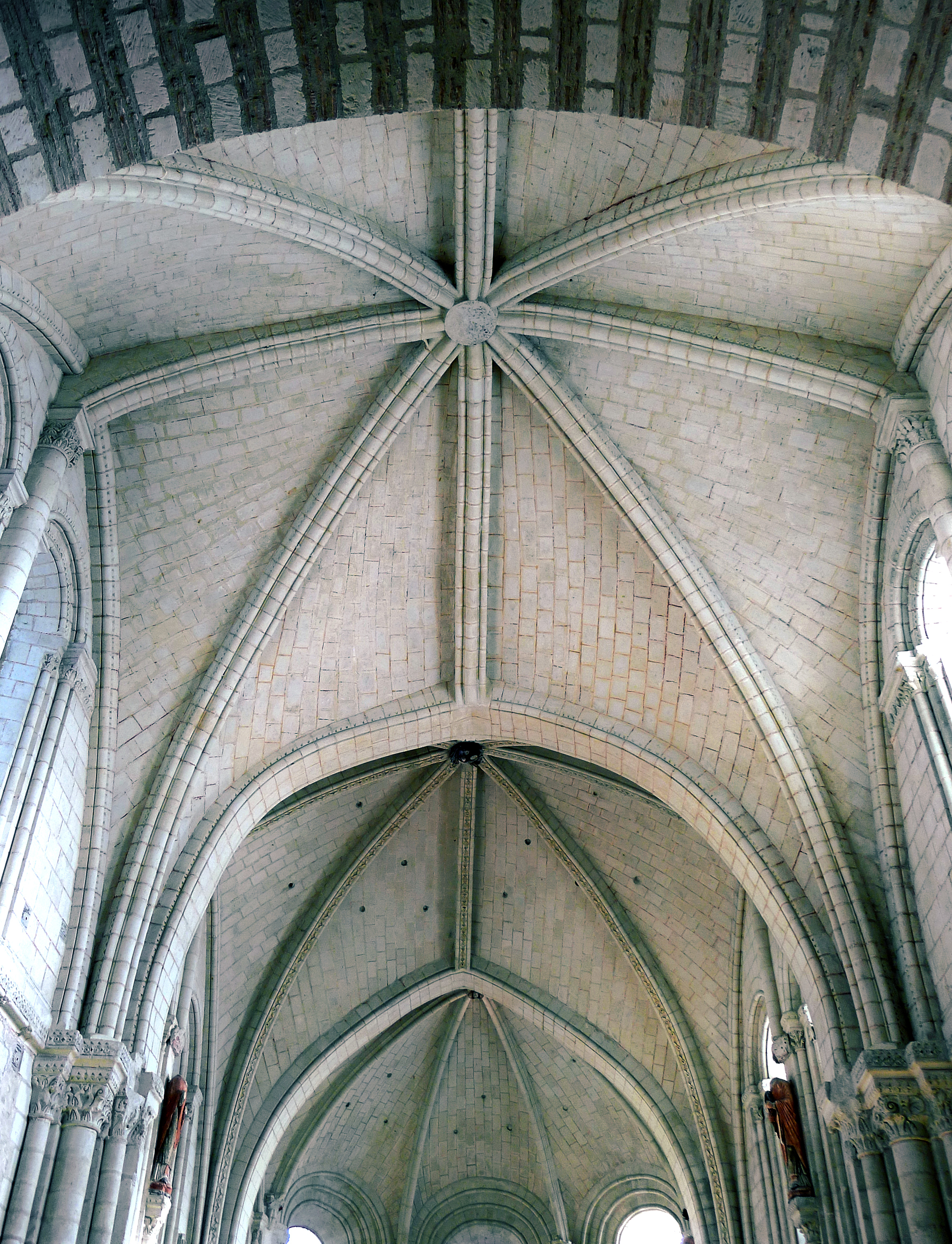
Église Saint-Martin d'Angers, début du XIIIe siècle.
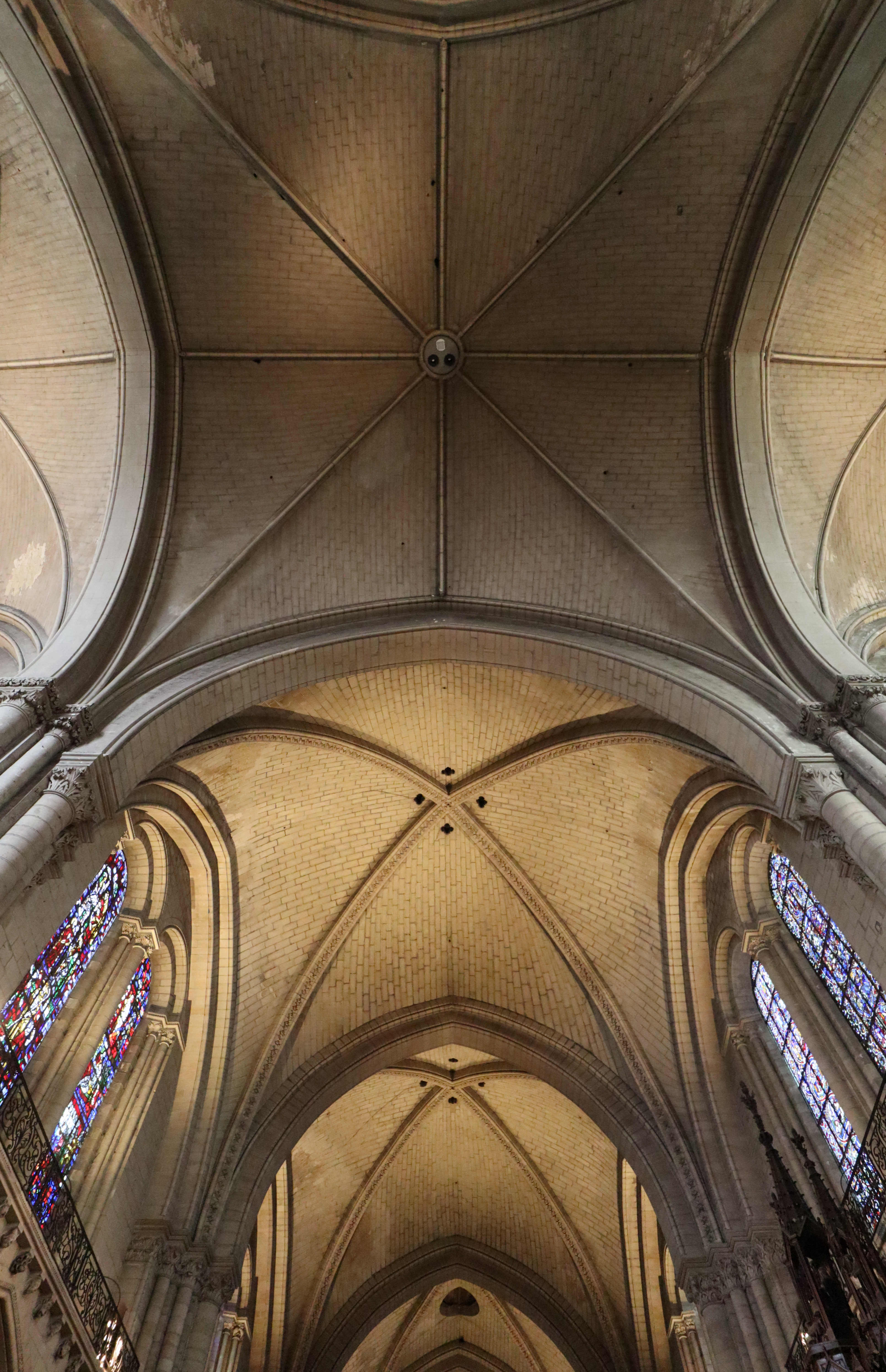
Cathédrale Saint-Maurice d'Angers, 1148–1240.
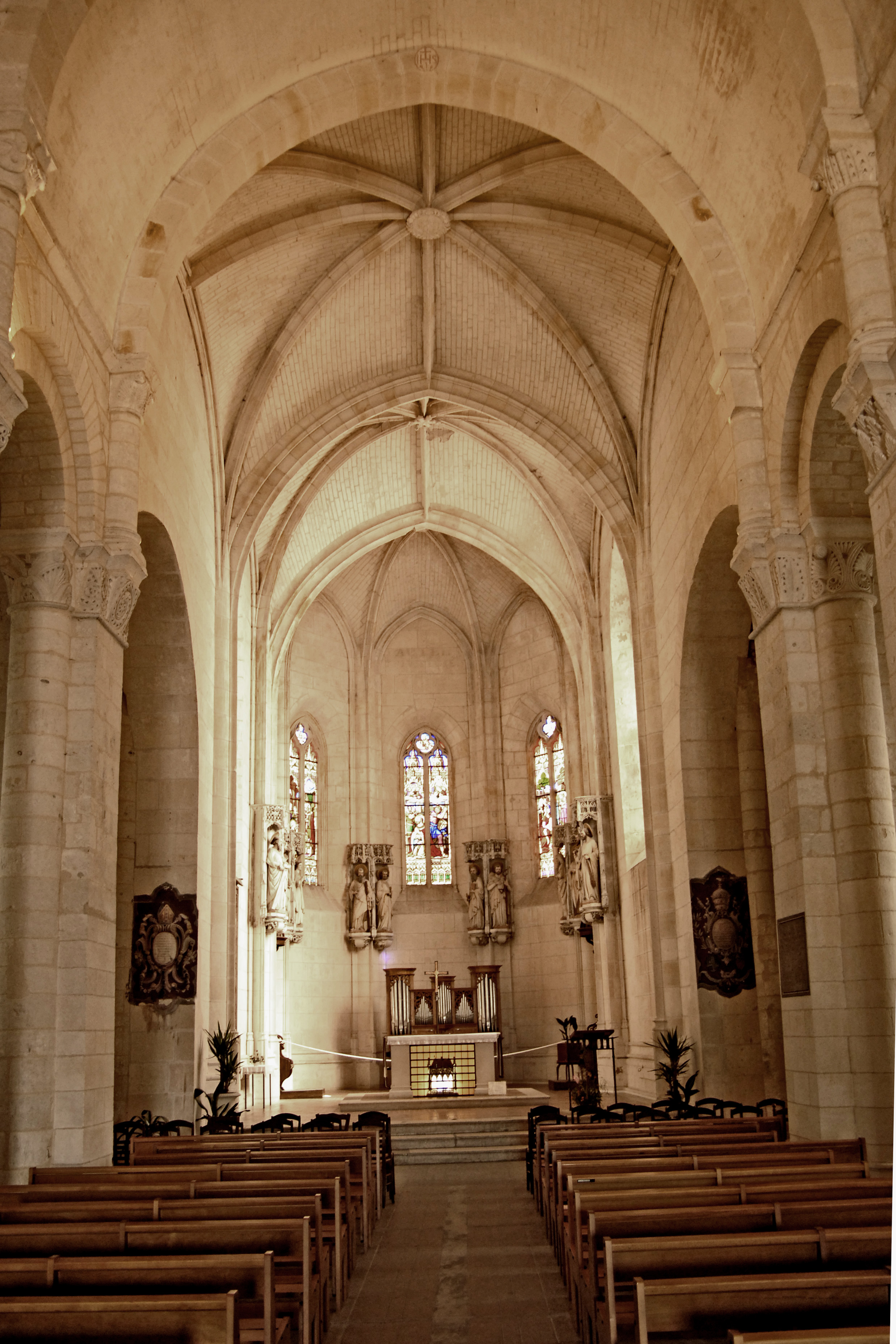
Chapelle axiale de Saint-Eutrope de Saintes, XVIe siècle.

#### Ailleurs
- L'abbaye Notre Dame du Loroux sur la commune de Vernantes, en Maine-et-Loire,
- L'église Notre-Dame-la-Neuve de Chemillé, en Maine-et-Loire,
- La collégiale Notre-Dame du Puy-Notre-Dame
- Le prieuré de la Jaillette, sur la commune de Segré-en-Anjou Bleu,
- La collégiale Saint-Martin de Candes, à Candes-Saint-Martin,
- L'abbaye Saints-Pierre-et-Paul devenue paroisse Notre-Dame de la Couture, Le Mans[6],
- La cathédrale Saint-Julien du Mans (la nef)
- Le chœur de l'église Saint-Martin de Luché
- La cathédrale de la Sainte-Trinité de Laval
- La cathédrale Saint-Pierre de Poitiers[7],
- L'église Sainte-Radegonde de Poitiers,
- Le palais des ducs d’Aquitaine, comtes de Poitou à Poitiers,
- L'église Saint-Étienne de Celle-Lévescault dans le Poitou,
- L'abbaye Notre-Dame des Fontenelles, sur la commune de La Roche-sur-Yon, en Vendée,
- L'abbaye Saint-Magloire de Léhon, dans les Côtes-d'Armor,
- La cathédrale Saint-André de Bordeaux (la nef).
- L'église Saint-Nicolas de Tiffauges, en Vendée
- L'église Notre-Dame-des-Anges d'Angles, en Vendée,
- L'église Notre-Dame-de-Séronne à Châteauneuf-sur-Sarthe,
- La basilique Saint-Eutrope de Saintes (voûtes de la chapelle axiale; ses fenêtres sont flamboyant).

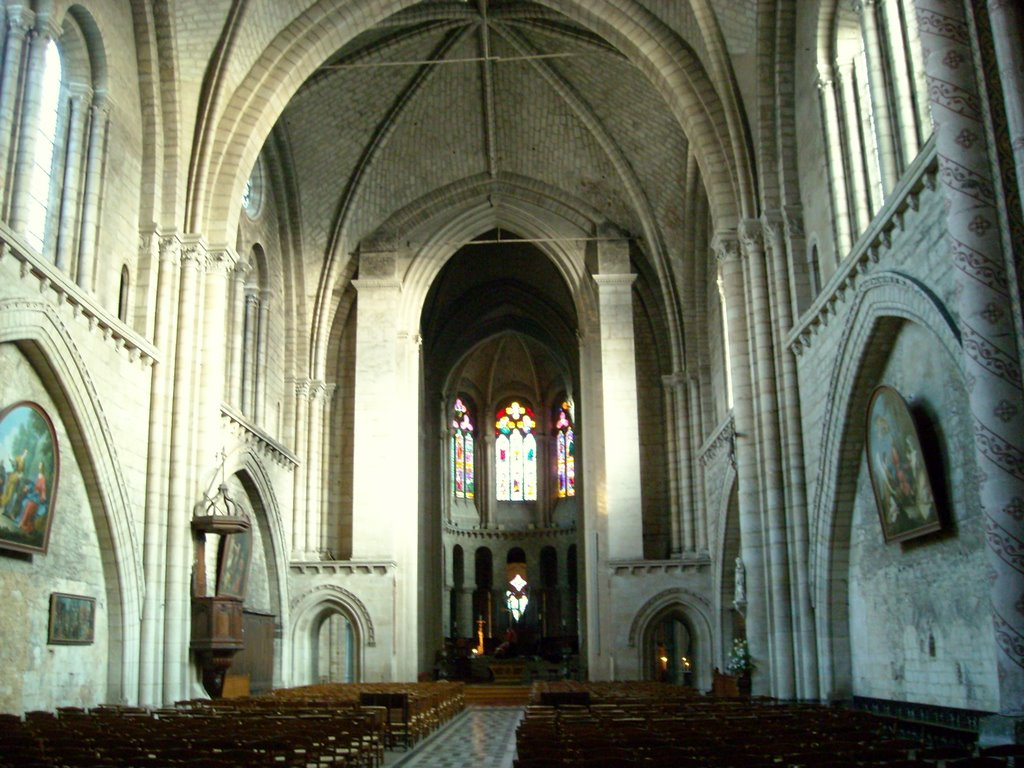
Vue intérieure de Notre-Dame de la Couture
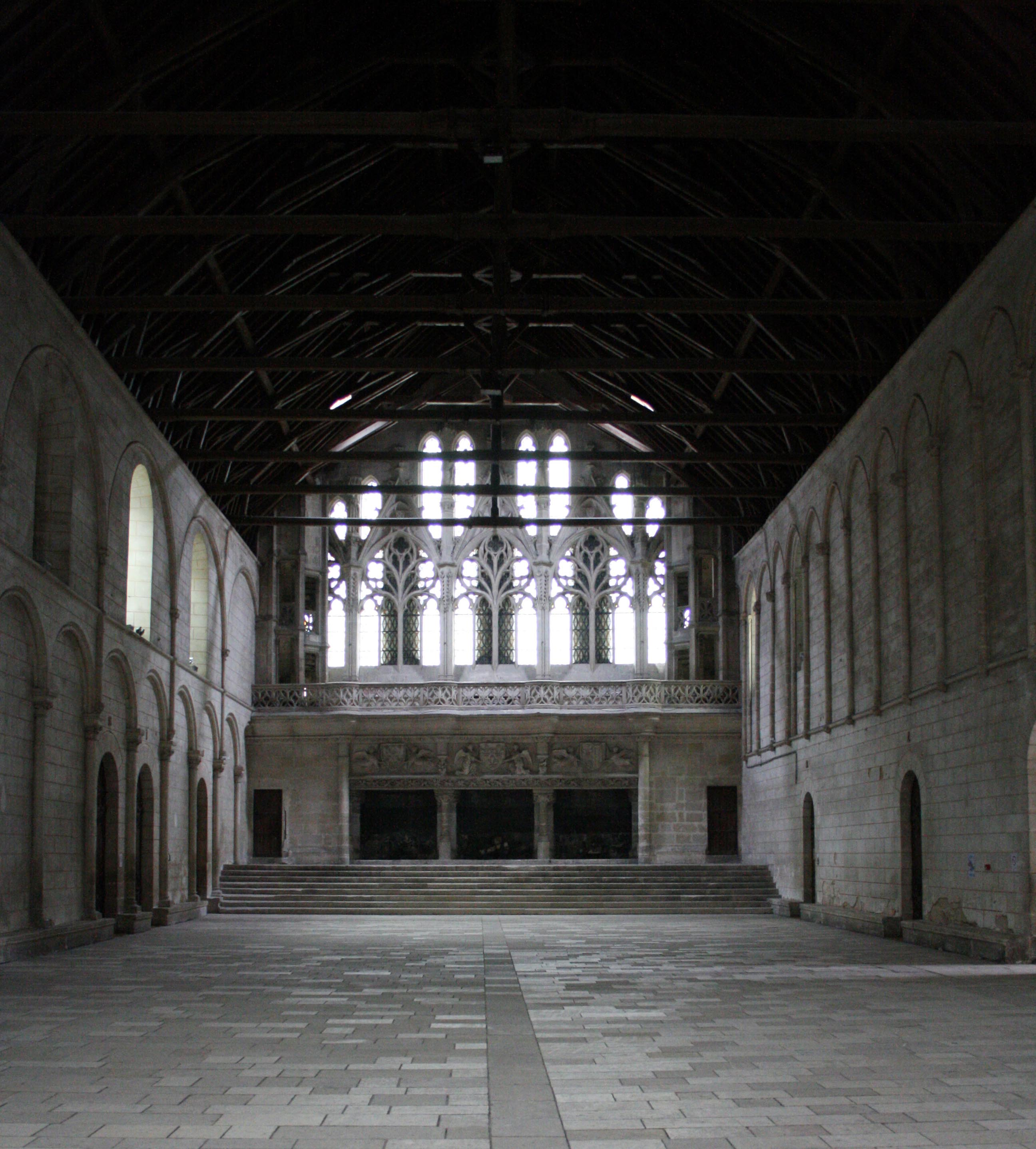
Style gothique angevin de l'ancien palais des ducs d'Aquitaine à Poitiers
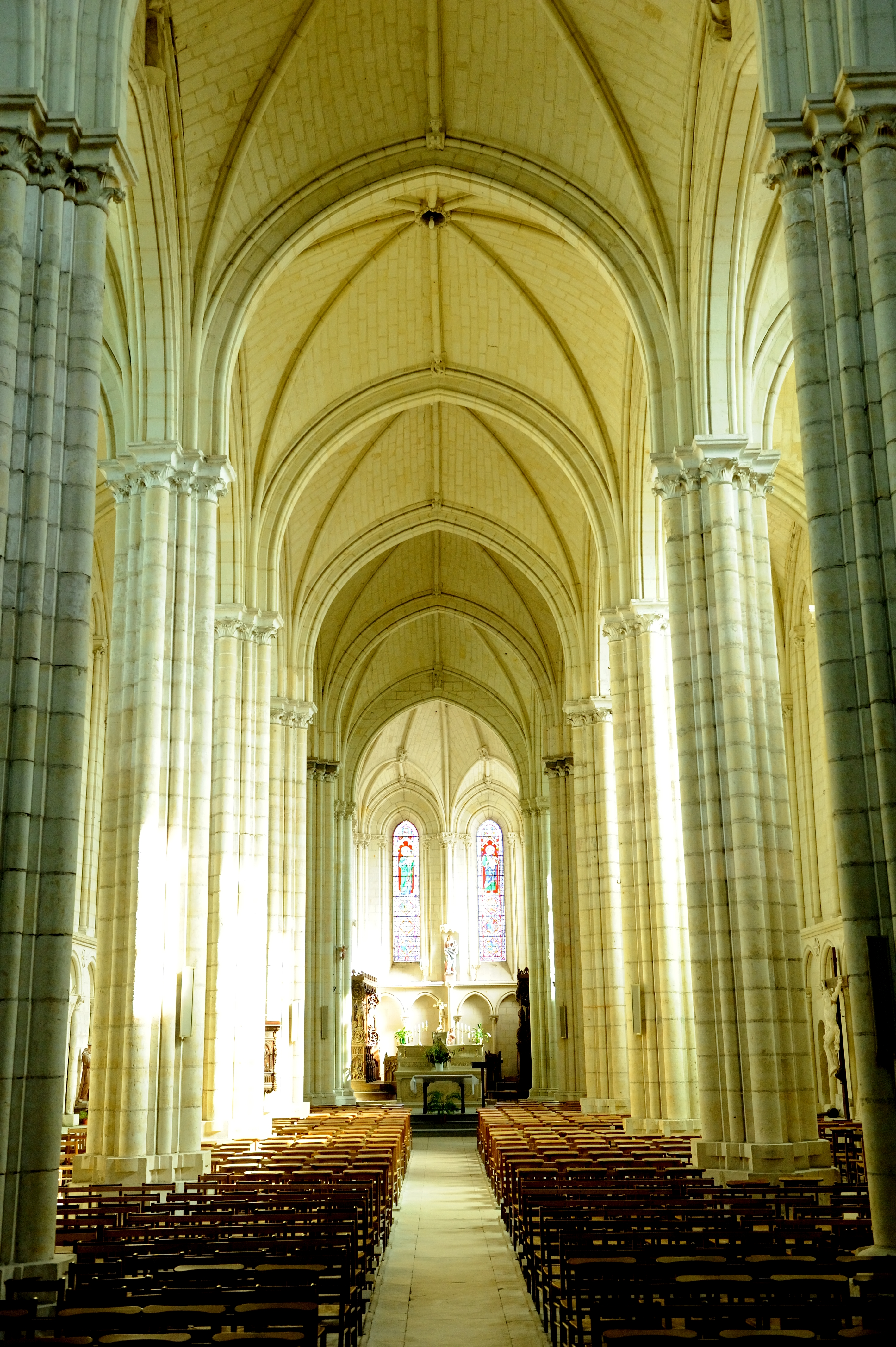
Nef de la collégiale Notre-Dame du Puy-Notre-Dame
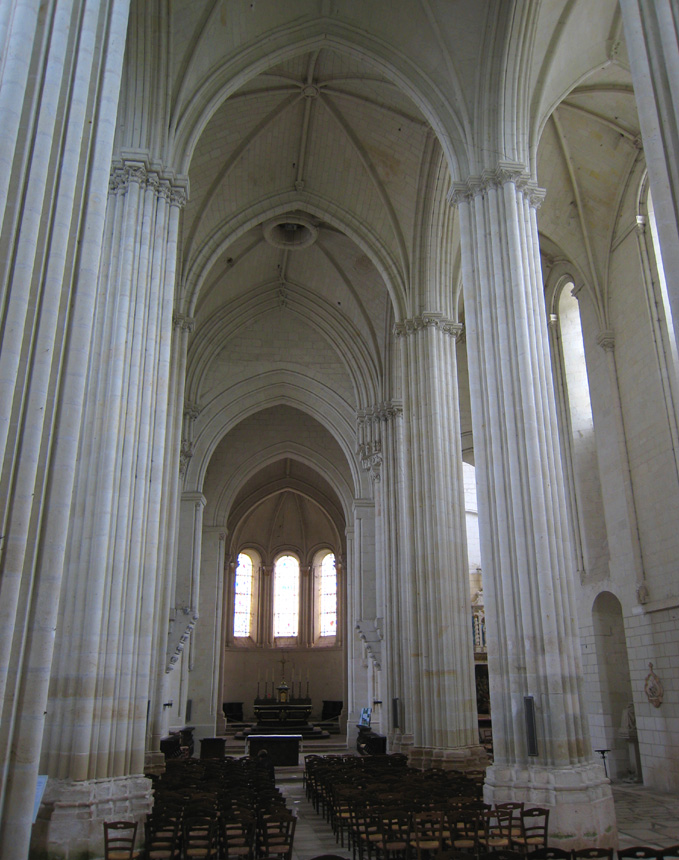
Voûtes de style gothique angevin de la collégiale Saint-Martin de Candes
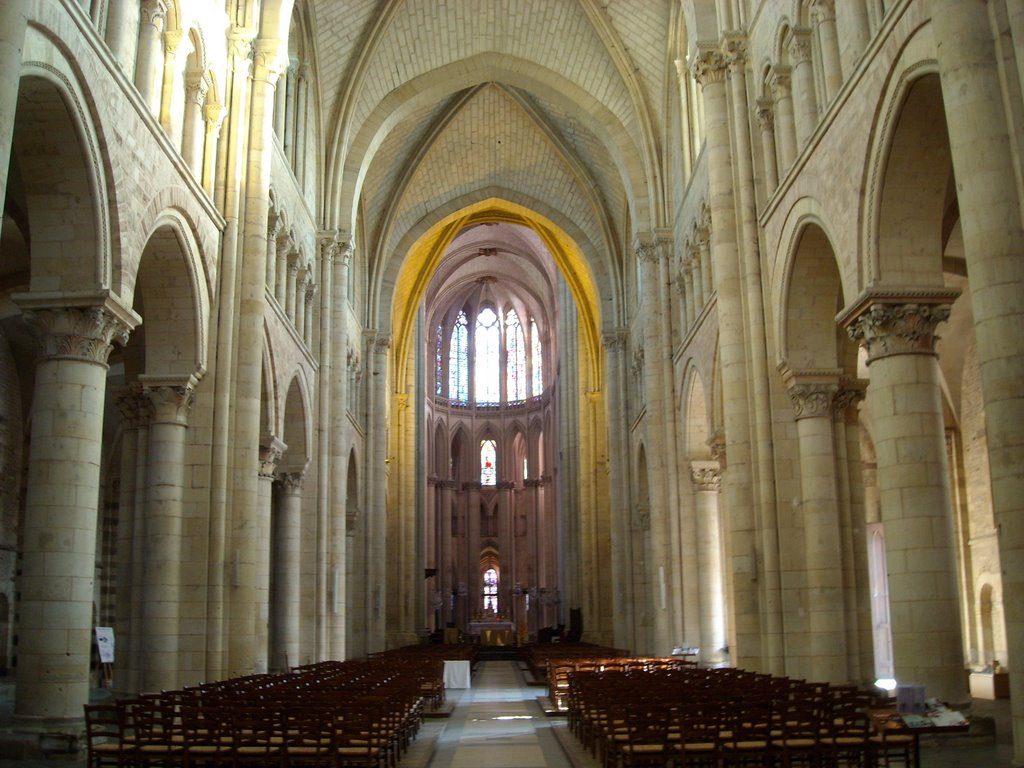
Voûtes en ogives angevines de la cathédrale du Mans
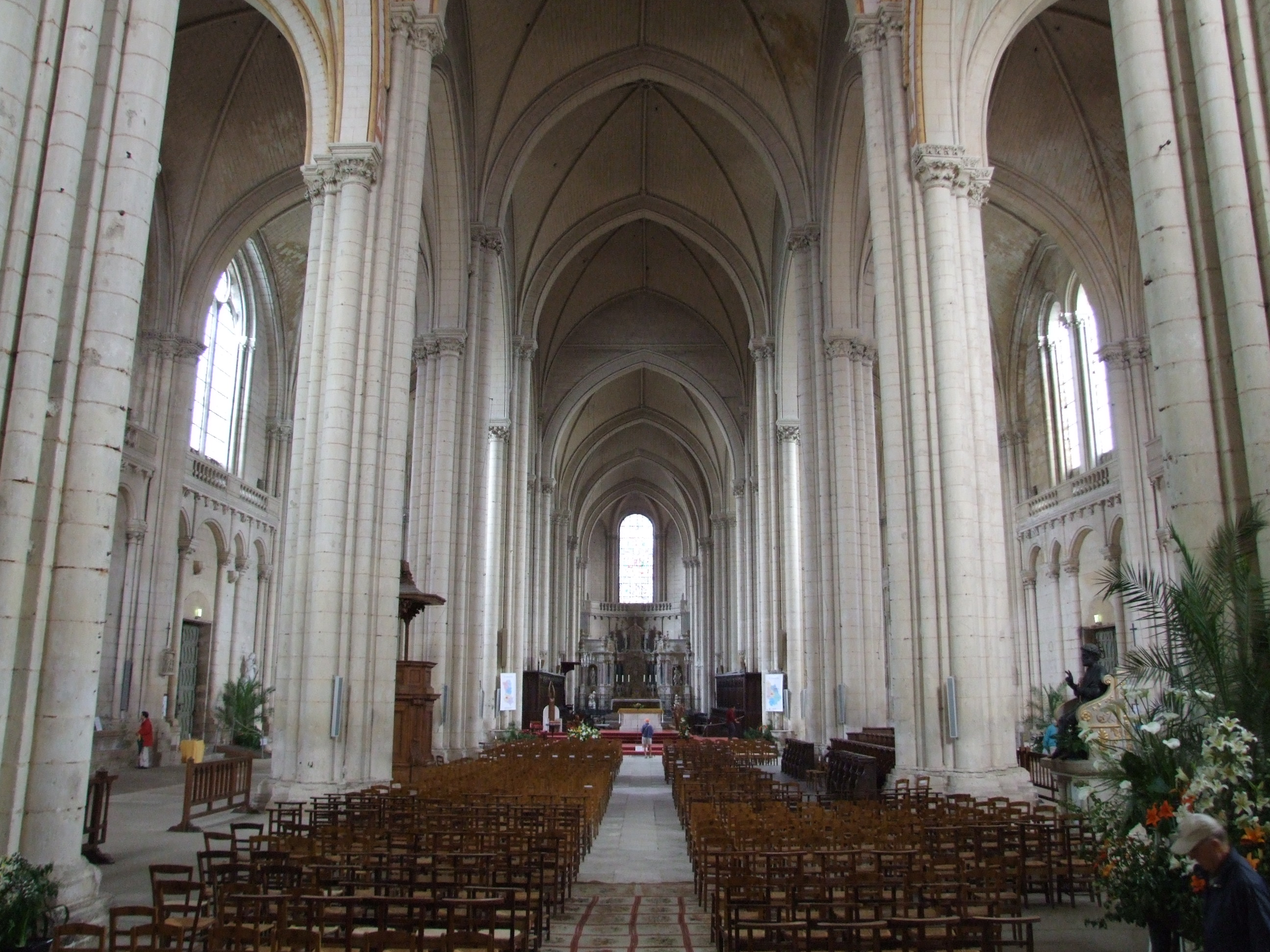
Voûtes de la nef de la cathédrale Saint-Pierre de Poitiers
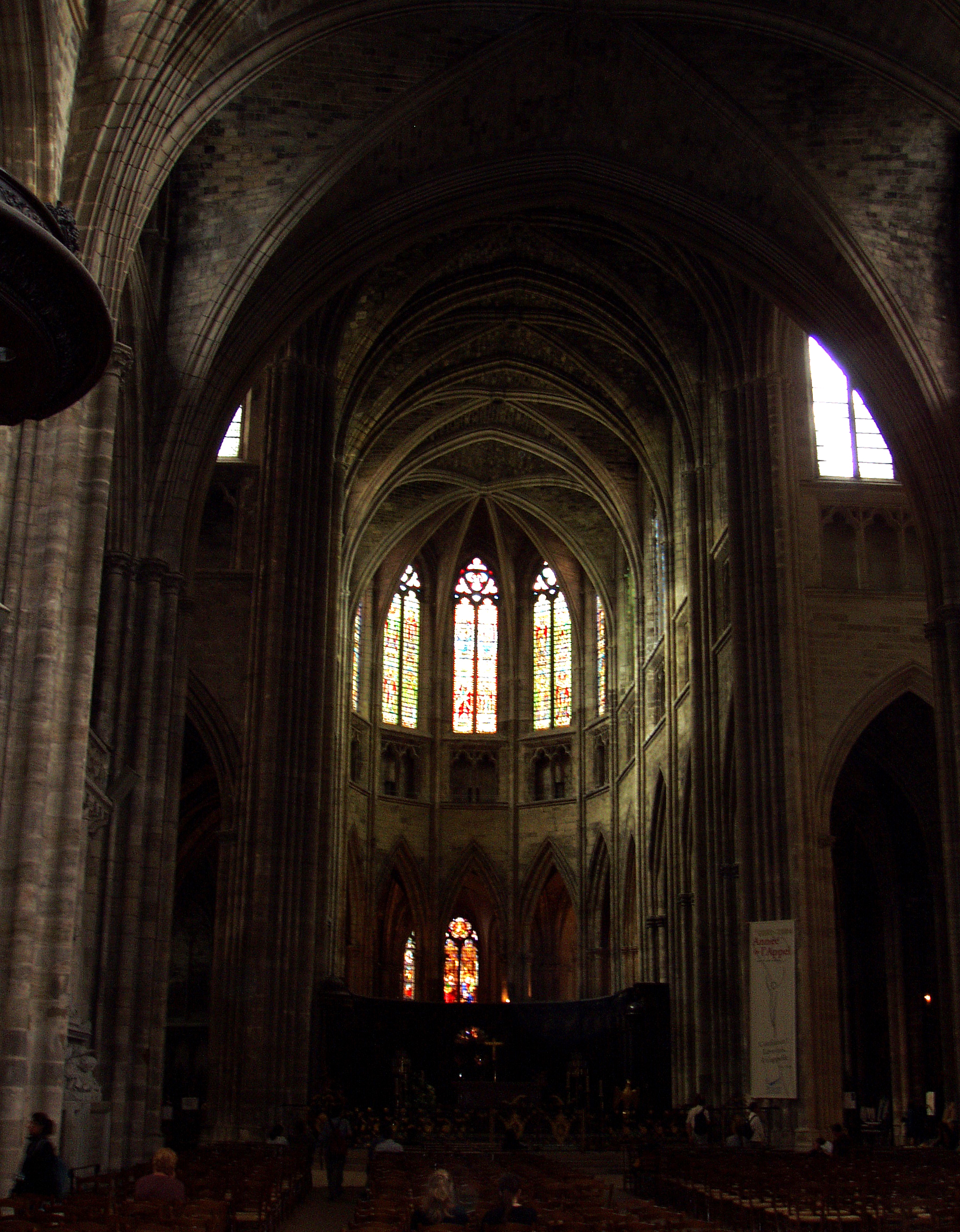
Nef et style gothique angevin de la cathédrale de Bordeaux
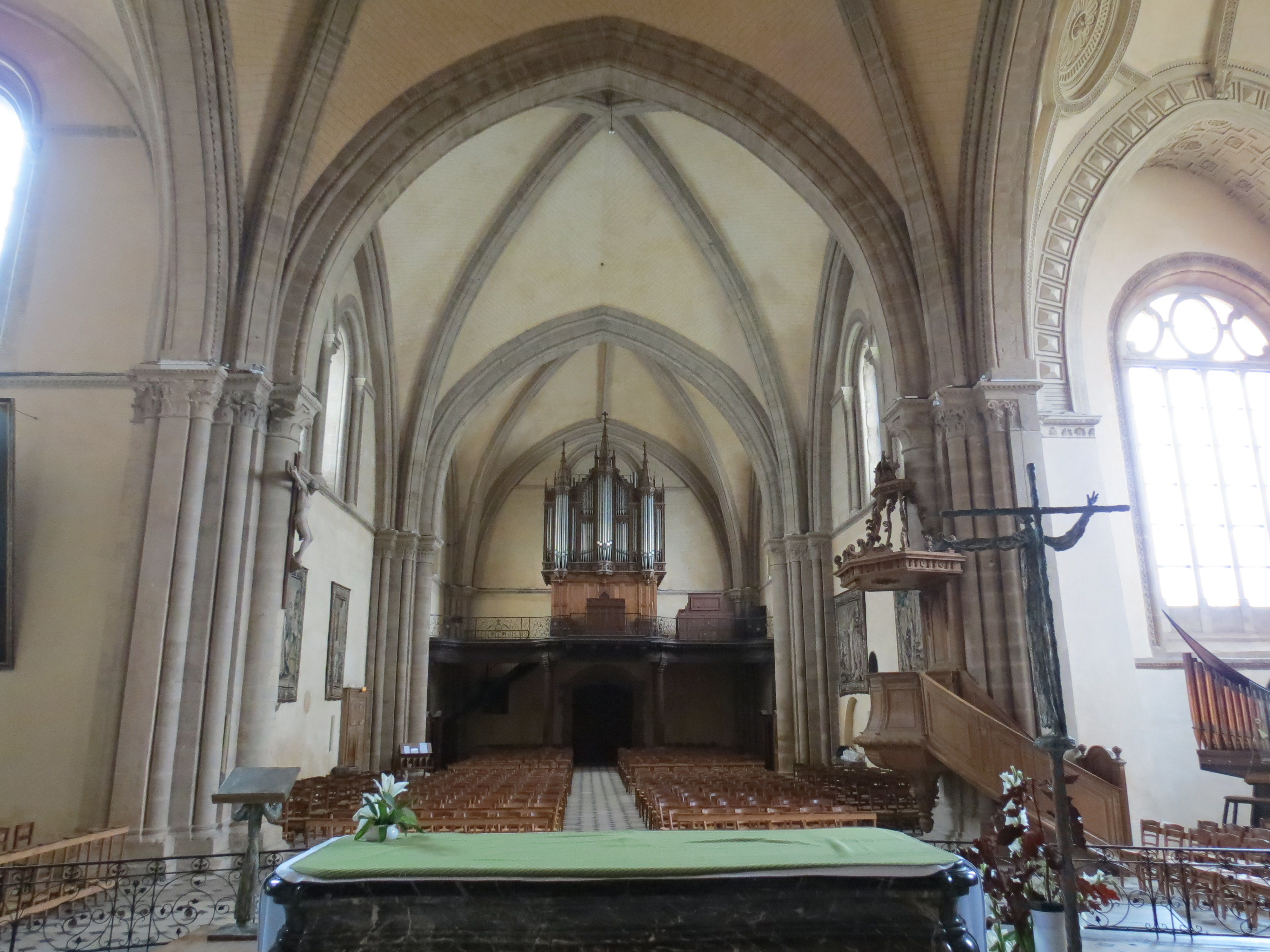
Les voûtes bombées de la nef de la cathédrale de Laval
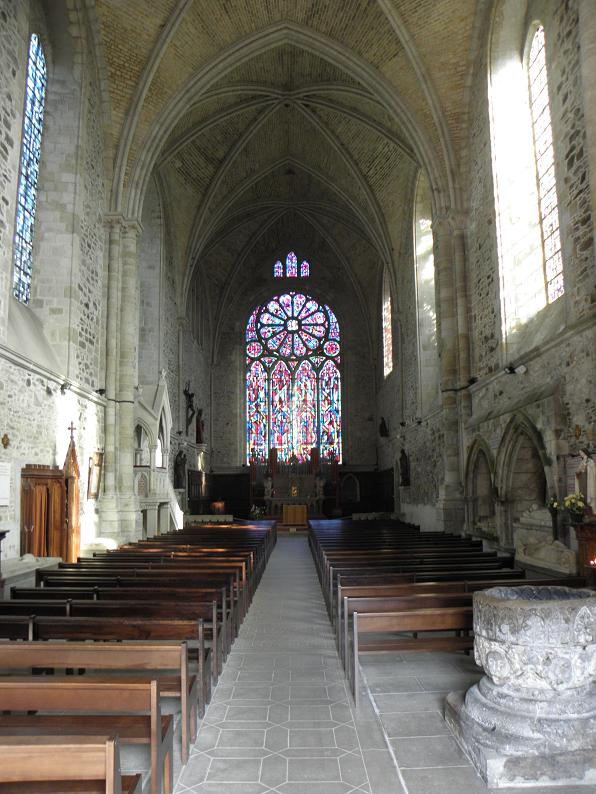
Voûtes de style gothique angevin de l'abbaye Saint-Magloire de Léhon
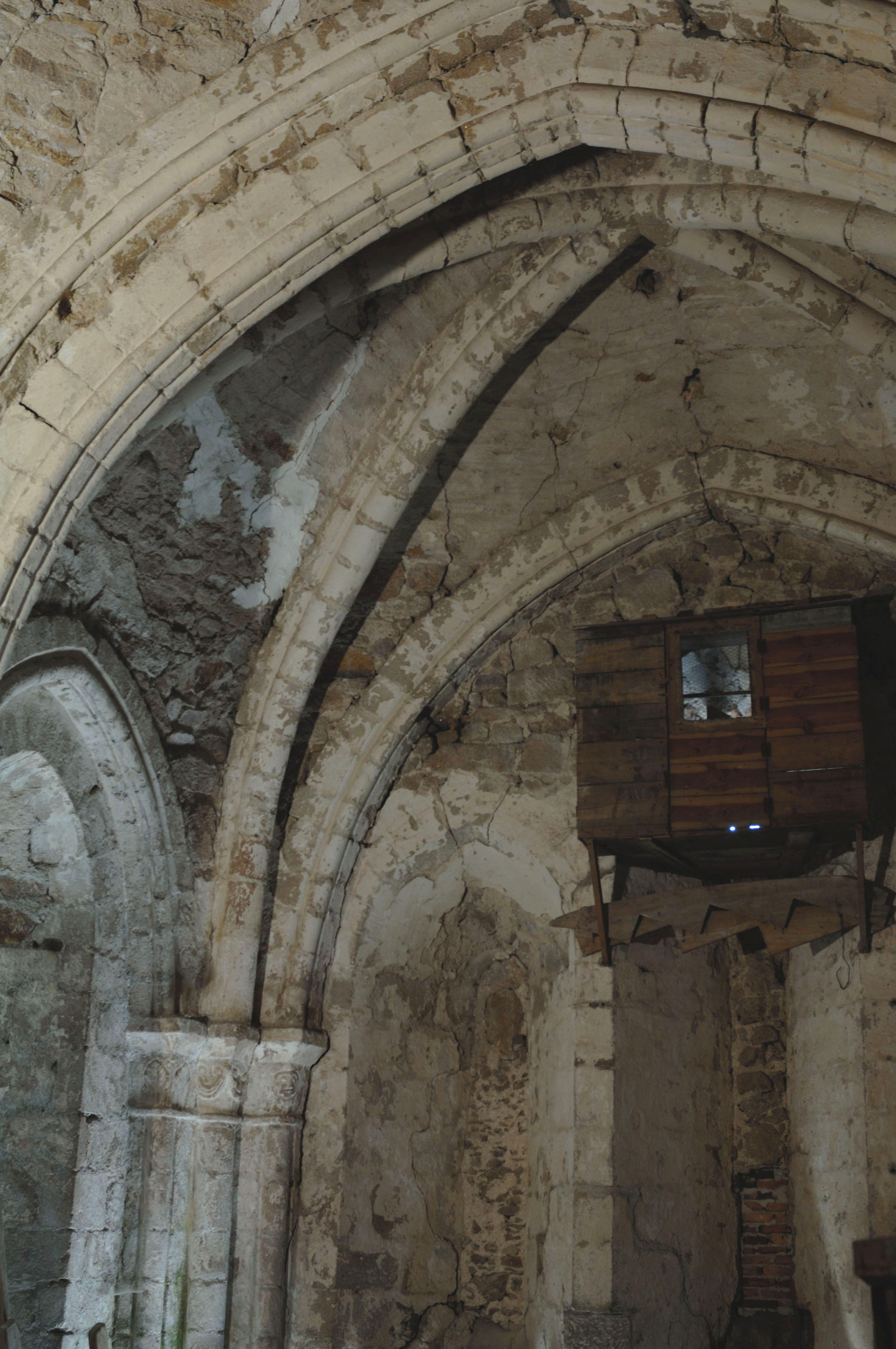
Voûtes Plantagenêt de l'église Saint-Nicolas de Tiffauges

Le gotico angioiano dans les royaumes (d'une branche des Capétiens) de Naples et de Sicile n'est pas développé du gothique angevin, en dépit de la même etymologie des termes.

### Des voûtes angevines aux voûtes westphaliennes

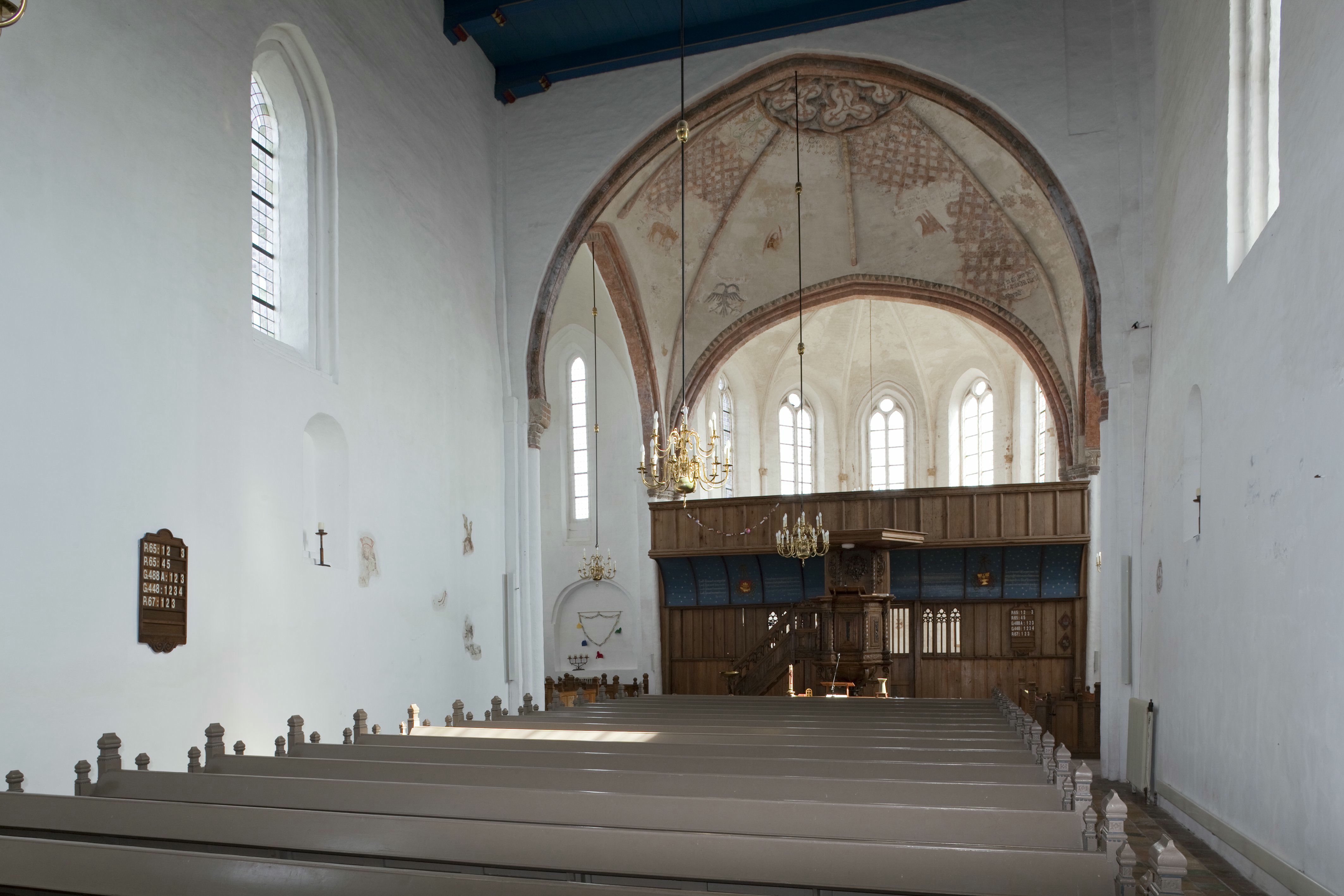
Voûte westphalienne de l'église de Holwierde, province de Groningue.

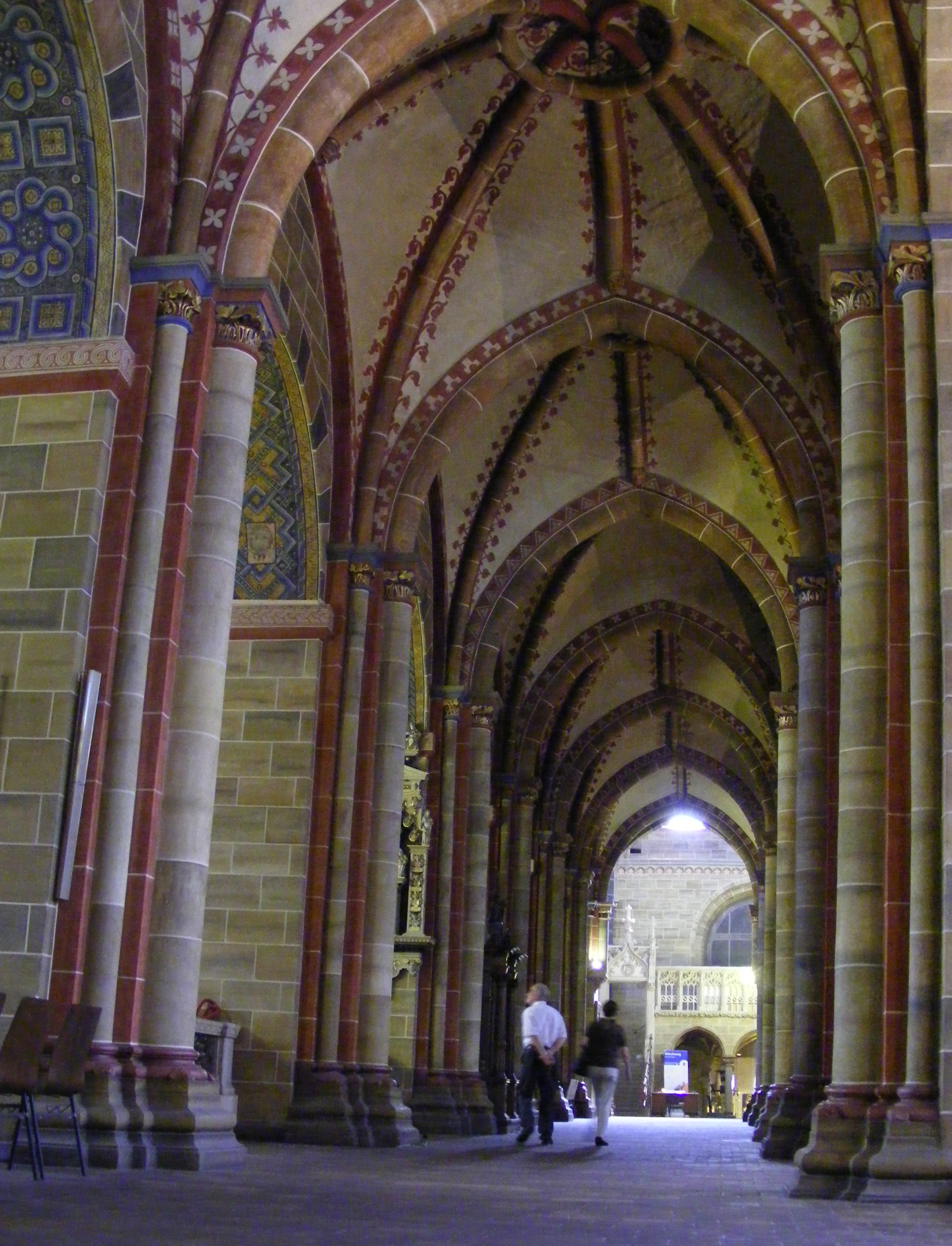
Voûtes angevines dans le collatéral sud de la cathédrale Saint-Pierre de Brême.

Les voûtes angévines sont adaptées en Westphalie, en premier autour de 1200 dans l'abbatiale cistercienne de Marienfeld (DE) et dans la Große Marienkirche (DE) (Ste-Marie-la-Grande) de Lippstadt. On suppose, que le seigneur Bernard II de Lippe, un partisan d'Henri le Lion, accompagne le Welf à l'exil « anglais » – en Poitou. En 1184, il vit le chantier de la cathédrale de Poitiers. Retourné en Allemagne, il fut actif comme un des fondateurs de l'abbaye de Marienfeld. Et son territoire comprenait la ville de Lippstadt. Depuis la Westphalie, ce modèle de voûtes et ses modifications se propagèrent au nord d'Allemagne et au nord des Pays-Bas. En hollandais, on parle de « Westfaalse koepelgewelven ».